# پایگاه هوایی رمات دیوید
پایگاه هوایی رمات دیوید (به عبری: בסיס רמת דוד) یک پایگاه هوایی نظامی در اسرائیل است. این پایگاه محل استقرار اسکادران ۱۰۱ و اسکادران ۱۰۹ است.